# Innsbrucker Eislaufverein
Der Innsbrucker Eislaufverein (IEV) ist ein Sportverein aus Innsbruck in Österreich. Der Verein wurde 1883 gegründet.
In der Saison 1908/09 wurde zusätzlich zu Eisschnelllauf und Eiskunstlauf die Sportart Eishockey aufgenommen, die anfangs nach den englischen Regeln (Bandy) und später nach den kanadischen Regeln (Eishockey) betrieben wurde.
Vor 1913 wurde die Sportart Eishockey durch Beschluss der Mitgliederversammlung des IEV wieder gestrichen.
1925 organisierten sich die Eishockeyspieler in einer eigenen Sektion, die dem ÖEHV beitrat. In der Saison 1932/33 gewann der Innsbrucker EV die Provinzmeisterschaft und qualifizierte sich damit für ein Herausforderungsspiel gegen den Wiener Meister, dieses fand aufgrund schlechter Witterungsbedingungen jedoch nicht statt. In den 1960er Jahren wurde die Sektion Eishockey in einen eigenen Verein ausgelagert, den EV Innsbruck.